# Coldstream (Écosse)
Pour les articles homonymes, voir Coldstream.
Coldstream (en écossais : Caustrim, en Gaelic An Sruthan Fuar) est une petite ville d'Écosse dans la région des Scottish Borders. Elle est située sur la rive nord de la Tweed en Écosse, avec le Northumberland en Angleterre sur la rive sud.
Son nom signifie « ruisseau froid » (anglais : cold = froid, stream = ruisseau).
La population était de 1 813 habitants en 2001.
La ville a donné son nom aux Coldstream Guards, un des régiments de la Guards Division. Elle est la seule ville en Grande-Bretagne à donner son nom à un régiment.
La ville est jumelée avec Bennecourt, une ville française des Yvelines.